# Nouriel Roubini
Nouriel Roubini (Istanbul, 29 marzo 1958) è un docente ed economista statunitense.
È professore di economia alla New York University e ha fondato RGE Monitor (Roubini Global Economics), una società economica specializzata in analisi finanziaria, di cui è presidente.

## Biografia

### Inizi e studi
È nato a Istanbul, figlio di ebrei iraniani. La sua famiglia si è trasferita a Teheran quando lui aveva due anni, poi a Tel Aviv e infine in Italia, dove ha vissuto, soprattutto a Milano, dal 1962 al 1983. Si è trasferito successivamente negli Stati Uniti per continuare i suoi studi. Ha frequentato per un anno l'Università Ebraica di Gerusalemme prima di laurearsi summa cum laude in Economia all'Università Bocconi di Milano, nel 1982. Ha ottenuto il Ph.D. in economia internazionale alla Harvard University nel 1988. Il suo relatore, Jeffrey Sachs, definisce eccellente il suo talento nella comprensione sia matematica sia intuitiva delle istituzioni economiche. 
È oggi cittadino americano. Parla inglese, italiano, ebraico, e farsi.

### Carriera
Ha ricoperto diverse cariche al Dipartimento del Tesoro degli Stati Uniti, tra cui quella di esperto economico al Sottosegretariato per gli Affari Internazionali e Direttore dell'Ufficio per la Politica dello Sviluppo e Revisione (luglio 1999 - giugno 2000). Prima ancora, Roubini aveva fatto parte dello Staff del Presidente degli Stati Uniti Bill Clinton, nel Consiglio dei Consulenti Economici (luglio 1998 - luglio 1999) come esperto economico per gli affari internazionali. Attualmente il professor Roubini insegna alla Stern School of Business della New York University. Ha anche insegnato alla Yale University.

### Studi sulle crisi finanziarie
Roubini è noto per le sue previsioni di crisi finanziaria mondiale, al FMI nel 2006, dove fu accolto con scetticismo: uno dei commissari faceva anche notare la mancanza di modelli matematici a sostegno. Ma nel 2008, con il manifestarsi della crisi economica mondiale, molte delle sue previsioni si sono avverate. Ha ricevuto inviti a parlare di fronte a organismi importanti come il Congresso degli Stati Uniti e il Council on Foreign Relations. Fino a ottobre 2008, rimane pessimista sul futuro economico degli Stati Uniti. Ha detto che "gli americani hanno un sistema finanziario subprime, non un mercato mutuale". Non crede che gli Stati Uniti stiano per entrare nella prossima Grande depressione, ma ha detto che questa sarà la peggiore recessione della storia dopo quella del 1929. Ha chiarito che il suo pessimismo è focalizzato sul breve termine piuttosto che sul medio o lungo corso.
Negli anni novanta, Roubini studiò il collasso delle economie emergenti, facendo uso di un approccio storico supportato dalla sua comprensione dei modelli teorici. Giunse così alla conclusione che un comune denominatore di quelle crisi era costituito dal notevole disavanzo delle partite correnti, finanziato dal debito estero. Roubini teorizzò che gli Stati Uniti sarebbero stati il prossimo paese a soffrirne, e nel 2004 iniziò a scrivere di un possibile, futuro collasso.
Dopo aver previsto la crisi del 2008, nel marzo 2023 ha dichiarato alla TV di Bloomberg: "Non possiamo raggiungere la stabilità dei prezzi, mantenere la crescita economica e avere stabilità finanziaria allo stesso tempo. Quindi, alla fine, avremo un crollo economico e finanziario". Roubini ha sottolineato l'aumento del debito pubblico e privato in rapporto al PIL.

### Visione politica
Roubini è indicato come democratico nel suo profilo su Wall Street Economists.
È un frequente critico delle criptovalute come il Bitcoin. Considera il 99% delle criptovalute una truffa, da cui bisogna starne alla larga, e sostiene che i dirigenti delle piattaforme di exchange andrebbero arrestati.

## Scritti
Il professor Roubini è autore di alcuni libri tra cui:
- Bailouts or Bail-ins? Responding to Financial Crises in Emerging Economies,[9]
- Political Cycles and the Macroeconomy,[10]
- International Financial Crises and the New International Financial Architecture.[11]

## Ricerche
Le ricerche economiche del Professor Roubini includono:
- macroeconomie internazionali e finanza internazionale;
- macroeconomie e politica fiscale;
- economia politica;
- teoria della crescita;
- Emissioni monetarie europee.

## Attuali cariche
- Ricercatore al National Bureau of Economic Research
- Ricercatore presso il Centro per la ricerca di politica economica di Londra, Inghilterra
- Membro del Bretton Woods Committee
- Membro del Council on Foreign Relations Roundtable on the International Economy
- Membro del Comitato degli esperti accademici presso il dipartimento per gli affari fiscali del Fondo Monetario Internazionale